# Selachochthonius serratidentaus
Selachochthonius serratidentaus es una especie de arácnido  del orden Pseudoscorpionida de la familia Chthoniidae.

## Distribución geográfica
Se encuentra en el sur de África.